# Insurgência em Bangladesh
Insurgência em Bangladesh é uma campanha de guerrilha em curso em pequena escala, conduzida por uma série de facções extremistas islâmicas e esquerdistas em Bangladesh.
As primeiras facções militantes islâmicas surgiram em 1989, quando uma rede de 30 facções diferentes foi criada e se expandiu nos anos seguintes. O principal objetivo da maioria dos grupos islâmicos em Bangladesh é criar um Estado islâmico separado, ou governar Bangladesh conforme a sharia. Grupos islâmicos têm realizado ataques terroristas tanto contra o governo como aos insurgentes esquerdistas. 
Os grupos de esquerda Shadhin Jonmobhumi e Janojuddah são conhecidos por operar no sul do país. 